# Кашан (река)
Кашан (Каш, Аби-Гармак, туркм. Kaşan) — река в Марыйском велаяте Туркменистана и в Афганистане. Левый приток Муграба, второй по величине после реки Кушка. Длина — 252 км, площадь бассейна — около 7000 км².

## Гидрография
Кашан берёт начало в северо-западной части Афганистана, на северных склонах хребта Сафедхох в горах Паропамиза, к северо-востоку от города Герат; протекая по гористой местности и принимая довольно значительное количество небольших притоков, некоторые из которых солёные, течёт преимущественно в северном направлении и вливается в Мургаб близ посёлка Тагтабазар Марыйского велаята Туркменистана. Длина реки составляет 252 км, площадь бассейна — около 7000 км². Река имеет смешанное питание, преимущественно снеговое. Основной сток — в весенний период, максимум в марте. Средний расход воды — 1,4 м³/с. в 4 км от устья. С июня по октябрь река обычно пересыхает. В нижнем течении русло Кашана наполняется водой лишь весной, когда река достигает 8,5—10 м в ширину и около 2 м глубины при скорости течения до 8 м/с.; в остальное время года в русле можно найти воду лишь местами или после дождей в горах.

## Хозяйственное применение
Воды Кашана широко применяются для орошения полей.